# John Jayne
John Jayne (4 de marzo de 1997) es un deportista estadounidense que compite en judo. Ganó cuatro medallas en el Campeonato Panamericano de Judo entre los años 2022 y 2025.

## Palmarés internacional
| Campeonato Panamericano | Campeonato Panamericano | Campeonato Panamericano | Campeonato Panamericano |
| Año                     | Lugar                   | Medalla                 | Categoría               |
| ----------------------- | ----------------------- | ----------------------- | ----------------------- |
| 2022                    | Lima (Perú)             | Medalla de bronce       | –90 kg                  |
| 2023                    | Calgary (Canadá)        | Medalla de bronce       | –90 kg                  |
| 2024                    | Río de Janeiro (Brasil) | Medalla de plata        | –90 kg                  |
| 2025                    | Santiago (Chile)        | Medalla de bronce       | –90 kg                  |